# بيليفون
بيليفون (بالعبرية: פלאפון) هي شركة اتصالات إسرائيلية، تأسست في عام 1986 كمشروع مشترك بين موتورولا وتاديران، وتملكها اليوم بيزك. وهي أول شركة قدمت خدمة الهاتف المحمول في إسرائيل. أعلنت بيليفون أن لديها 4,500 موظف، إلا أن اتحاد العمال نفى ذلك وذكر أن لديهم 3,800 موظف فقط. ووفقا لموقع الشركة يتبين أن الشركة لديها 2.4 مليون مشترك.